# Discoland Sylvie
Discoland Sylvie byl v 90. letech 20. století klub, který stál v Praze 8, spravovaný českým podnikatelem Ivanem Jonákem.

## Historie
Ivan Jonák dal Discoland postavit v roce 1992. Jeho spolumajitelkou byla Jonákova manželka Ludvika Jonáková. Mimo jiné se zde seznamovaly různé zločinecké gangy, jako například členové Berdychova gangu, což by měl být jeden z nejhorších gangů Česka.
Dne 7. dubna 1994 byla zavražděna Jonákova manželka Ludvika. Podle vyšetřovatelů na ni vrahy poslal sám Jonák, ten vše odmítal. Motivem podle pozdější obžaloby mohl být majetkový prospěch, protože s manželkou vlastnil Discoland. Oba totiž v době činu již žili odděleně a měli před rozvodovým řízením. V roce 1996 byl Jonák obžalovaný a Discoland zůstal prázdný.
V roce 2014 si Jonák odseděl 12letý trest odnětí svobody za vraždu své manželky. Stejného roku pak v prostorách Discolandu zorganizoval soukromou akci pro přátele, na kterou dorazil půjčeným sportovním automobilem. Poté byl znovu objekt prázdný.
Na březen roku 2016 měl být objekt v aukci. Exekutoři objekt chtěli prodat za něco málo přes dva a půl milionů korun, ale kvůli smrti vlastníka musela být aukce zrušena. V roce 2017 si objekt koupila soukromá osoba, která měla vlastnit stavební společnost. Roku 2019 bylo poslední patro Discolandu přestavěno na nové byty, ale prostor diskotéky zůstal nevyužitý.
V roce 2021 proběhly na objektu malé úpravy: nový nápis na budově, čelní fasáda byla natřena na bílo a nad okna v přízemí a vchod byly doplněny stříšky. V zadní části přespávali bezdomovci.[zdroj⁠?!] V objektu se natáčel seriál Devadesátky. V roce 2023 byl objekt srovnán se zemí.